# 巴哈馬吻鰩
巴哈馬吻鰩（學名：Rostroraja bahamensis），為軟骨魚綱鰩目鰩科吻鰩屬的一種，分布於中西大西洋巴哈馬群島海域，深度388至412公尺，棲息在大陸坡，為底棲性魚類，肉食性，卵生，生活習性不明。